# Demonte
Demonte (piemontiul: Demont, okcitánul: Demount) település Olaszországban, Piemont régióban, Cuneo megyében. Lakosainak száma 1857 fő (2023. január 1.). Demonte Aisone, Castelmagno, Moiola, Pradleves, Sambuco, Valloriate, Vinadio, Marmora, Monterosso Grana és Valdieri községekkel határos.

## Népesség
A település lakossága az elmúlt években az alábbi módon változott:
| Lakosok száma | 1988 | 1983 | 1857 |
|               | 2017 | 2018 | 2023 |